# Пискунов, Глеб Эдуардович
Глеб Эдуа́рдович Пискуно́в (укр. Гліб Едуардович Піскунов; род. 25 ноября 1998, Новая Каховка, Херсонская область) — украинский легкоатлет, специалист по метанию молота. Выступает за сборную Украины по лёгкой атлетике с 2013 года, чемпион юношеских Олимпийских игр в Нанкине, чемпион мира среди юношей, победитель и призёр первенств национального значения, участник летних Олимпийских игр в Токио.

## Биография
Глеб Пискунов родился 25 ноября 1998 года в городе Новая Каховка Херсонской области. Происходит из спортивной семьи, его отец Эдуард Пискунов и дед Юрий Пискунов — заслуженные тренеры Украины по лёгкой атлетике, дядя Владислав Пискунов — титулованный метатель молота, участник двух Олимпийских игр.
Впервые заявил о себе на международном уровне в сезоне 2013 года, когда вошёл в состав украинской национальной сборной и выступил на Европейском юношеском летнем олимпийском фестивале в Утрехте, где в зачёте метания молота стал серебряным призёром — уступил только венгру Бенце Халасу.
В 2014 году на летних юношеских Олимпийских играх в Нанкине с результатом 82,65 превзошёл всех соперников и завоевал золотую медаль.
В 2015 году с рекордом чемпионата 84,91 одержал победу на юношеском мировом первенстве в Кали.
В 2016 году получил серебро на юниорском мировом первенстве в Быдгоще (79,58), вновь уступив Бенце Халасу.
В 2017 году с национальным юниорским рекордом Украины 81,75 победил на юниорском европейском первенстве в Гроссето.
Начиная с 2018 года соревновался среди взрослых спортсменов. В частности, в этом сезоне выиграл взрослый чемпионат Украины, выступил на чемпионате Европы в Берлине — в финале метнул молот на 74,62 метра и занял итоговое седьмое место.
В 2019 году выиграл бронзовые медали на чемпионате Украины в Луцке (71,85) и на чемпионате Балкан в Правеце (74,52).
На чемпионате Украины 2020 года в Луцке с результатом 72,94 стал серебряным призёром позади Михаила Кохана.
В феврале 2021 года на открытом чемпионате Молдавии в Кишинёве установил свой личный рекорд — 77,72 метра. Выполнив олимпийский квалификационный норматив (77,50), удостоился права защищать честь страны на летних Олимпийских играх в Токио — на предварительном квалификационном этапе метнул молот на 73,84 метра, чего оказалось недостаточно для выхода в финал.